# 国立医療・病院管理研究所
国立医療・病院管理研究所（こくりついりょう・びょういんかんりけんきゅうじょ）は、かつて存在した日本の研究機関。病院の経営管理や医療政策などを研究対象とした厚生労働省の試験研究機関であった。国立保健医療科学院の前身母体の一である。

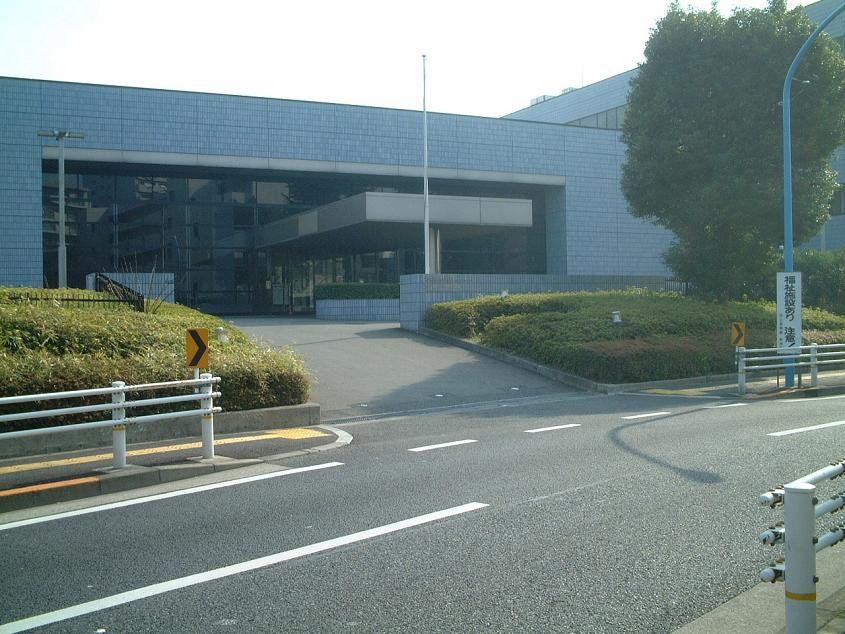
研究所があった戸山研究庁舎（2007.03）

## 概要

### 病院管理研修所
1949年、厚生省設置法第23条により、東京都新宿区にあった当時の国立東京第一病院（臨時東京第一陸軍病院から承継した建物）の4階の一室に病院管理研修所が置かれたのが始まりである。予算は措置されたが定員は措置されず、所長は国立東京第一病院院長の坂口康蔵が併任し、所員は厚生省または東京第一病院の技官・事務官が併任した。
研修所設置の背景には、GHQのジョンソン大佐が1948年1月10日に出した病院管理設立構想がある。大意は「GHQ関係者は日本の医療に満足しない。日本の病院の実情は欧州における中世紀のそれに等しい。病院改革の方法としては、国立東京第一病院を東洋一の模範病院として、それに病院管理に従事するものの訓練機関（School of Hospital Administration）を付属させる」というものである。背景には病院トップの経営知識の不足、経営管理・患者管理等の不徹底などがあったようである。
研修は本科（2カ月研修、のち1カ月）と研修会（現任者研修、1週間研修）に分かれ、本科はマッキカーン（Malcolm T. MacEachern）の "Hospital Organization and Management" (Physicians' Record)をベースに講義が行われ、研修会は国立病院・国立療養所の病院長を対象としたリフレッシュコースであった。
庁舎の建設は厚生省が予算要求を続けたが大蔵省が認めず、1955年に日本医療団の清算財産によって現在の新宿区戸山一丁目21番13号の地に整備された。設計は所員の小川健比子（のちに東海大学教授）の手による。

### 病院管理研究所
1961年、病院管理研究所に改組され、経営管理部・建築整備部・庶務課の2部1課体制が確立する。翌年、医療管理部が設置されて3部1課体制となる。
1970年に研究所の一大事業として、日本でそれまで類書のない病院管理の叢書『病院管理大系』（全6巻、1970年-74年、医学書院刊）が出版される。
筑波研究学園都市の建設に伴い、病院管理研究所は国土庁の依頼で筑波における医療計画を作成する。同時に研究所自体の筑波移転も問題となったが、実験病院がなく困ること、全国から研修に人が集まるため東京にあった方が便利であるという理由などから計画は消滅した。
1975年に目黒区東が丘の国立東京第二病院敷地内の目黒庁舎に研修部を設置。担当は国立病院・療養所の病院長・副院長・事務部長・看護部長等の初任者研修などであった。
戸山庁舎への移転計画（国立予防衛生研究所（予研）、国立栄養研究所との「三研合築」、日本版NIH構想）は1984年に発表されたが、地元では予研の移転反対運動が起こり、また建設予定地から人骨が発見されたり（陸軍軍医学校#人骨騒動を参照）、着工した後も建築差止訴訟が起こるなど混乱は続き、移転したのは1992年8月の研究所改組後であった。

### 国立医療・病院管理研究所
1990年に組織改正を行ない、国立医療・病院管理研究所となり、研究内容も政策がメインへと変化した。1992年に戸山庁舎に移転、3研究所及び向かいに隣接する国立国際医療センターは連絡協議会を開くなど、交流を密にしていた。
行政改革の影響を受け、1995年1月に厚生省は8つの研究所を6つに再編する案を出した。当研究所は国立保健医療福祉政策研究所（仮称）として国立公衆衛生院と統合する計画が打ち出された。2002年4月に国立保健医療科学院として国立公衆衛生院及び国立感染症研究所口腔衛生部と統合、機能も埼玉県和光市に移転して現在に至る。

## 沿革
- 1949年5月31日 - 国立東京第一病院の本館4階の一室に病院管理研修所を開設。所長以下職員はすべて国立東京第一病院の併任技官・事務官であった
- 1950年6月 - 東京第一病院の屋上に移転
- 1955年12月20日 -  日本医療団の清算財産の一部により専用庁舎が竣工
- 1961年6月1日 - 病院管理研究所に改組。経営管理部・建築整備部・庶務課の2部1課体制となる。所長は吉田幸雄（主事）が昇任（初の専任所長）
- 1962年4月1日 - 医療管理部増設、3部1課体制となる
- 1964年 - 前期3カ月・後期3カ月のスクーリングを行なう専攻科を設置
- 1975年4月1日 - 研修部（目黒庁舎）設置。4部1課体制となる
- 1990年7月1日 - 国立医療・病院管理研究所に改組
- 1992年8月 - 厚生省戸山研究庁舎に移転
- 1995年1月 - 厚生省が研究所の再編案を発表
- 2002年4月1日 - 国立公衆衛生院・国立感染症研究所口腔衛生部と統合、国立保健医療科学院となる

## 施設
国立東京第一病院
- 東京都新宿区戸山町1番地（現在の東京都新宿区戸山1-21-1）

独立庁舎
- 東京都新宿区戸山1-21-13

戸山庁舎
- 東京都新宿区戸山1-23-1

目黒庁舎
- 東京都目黒区東が丘2-5-23

## 在籍した人物
- 小山秀夫
- 東野定律

## 註
1. ↑  『創立30周年記念誌』2ページ、『創立50周年記念誌』43ページなど。
2. ↑  2009年現在、建物は現存する。
3. ↑  「回顧と展望」『創立30周年記念誌』161ページなど